# Confrontation israélo-palestinienne de 2011
Notes
5 gardes-frontières égyptiens tués.
Conflit israélo-palestinien
Batailles
- Émeutes de Jérusalem (1920)
- Émeutes de Jaffa (1921)
- Massacre d'Hébron (1929)
- Grande Révolte arabe (1936-1939)
- Guerre civile (1947-1948)

- Guerre israélo-arabe de 1948
- Guerre israélo-arabe (1948-1949)
- Guerre des Six Jours (1967)
- Opération Colère de Dieu (1972-1992)

- Crise du canal de Suez (1956-1957)
- Guerre d'usure (1967-1970)
- Guerre du Kippour (1973)
- Attaque contre un poste-frontière (2012)

- Première guerre du Liban (1975-1990)
- Opération Litani (1978)
- Intervention militaire israélienne au Liban (1982)
- Opération Raisins de la colère (1996)
- Deuxième guerre du Liban (2006)

- Première intifada (1987-1993)
- Seconde intifada (2000-2005)
- Opération Arc-en-ciel (2004)
- Opération Jours de pénitence (2004)
- Opération Pluies d'été (2006)
- Blocus de la bande de Gaza (2007-)
- Guerre de Gaza (2008-2009)
- Abordage de la flottille pour Gaza (2010)
- Confrontation israélo-palestinienne (2011)
- Opération Pilier de défense (2012)
- Guerre de Gaza (2014)
- Regain de violence (2015-2017)
- Marche du retour (2018-2019)
- Crise israélo-palestinienne (2021)
- Guerre entre Israël et le Hamas (2023)

- Massacre de Munich (1972)
- Massacre de Sabra et Chatila (1982)

Les confrontations israélo-palestiniennes de 2011 font référence aux affrontements entre le Hamas et Israël au cours de l'année 2011 dans le contexte du blocus israélo-égyptien de la bande de Gaza et des tirs de roquettes contre Israël. Elles font suite à la guerre de Gaza de 2008-2009. La confrontation entre Israël et la bande de Gaza en 2012 a abouti à l'Opération Pilier de défense.

## Chronologie des attaques
Immédiatement après les attaques, un échange de tirs s'est produit près de la frontière égyptienne durant lequel un soldat israélien, Moshe Naftali, fut tué et plusieurs autres blessés. Les Israéliens ont brièvement franchi la frontière égyptienne et tué sept militants armés, ainsi que cinq policiers égyptiens,. 
Vers 12 h 40, des obus de mortier ont explosé près d'un véhicule civil qui transportait une équipe de maintien de la barrière de sécurité construite le long de la frontière entre l'Égypte et Israël. Aucune victime n'est reportée.
Vers 13 h 30, des militants armés tirent (y compris un missile antichar) sur un bus et une voiture privée sur la route 90 près de la frontière avec la Jordanie. Cinq civils sont tués dans l'attaque et des témoins indiquent que les militants portaient des uniformes de l'armée égyptienne. 
Vers 18 h 30, un briefing du ministre de la Défense israélien Ehud Barak et le chef des armées Benny Gantz est interrompu après un nouvel échange de coup de feu près de la frontière égyptienne, blessant un soldat israélien,. Dans la soirée, une roquette Grad explose près de la ville côtière d'Ashkelon, bien qu'aucun dégât ni victime ne furent reportés.

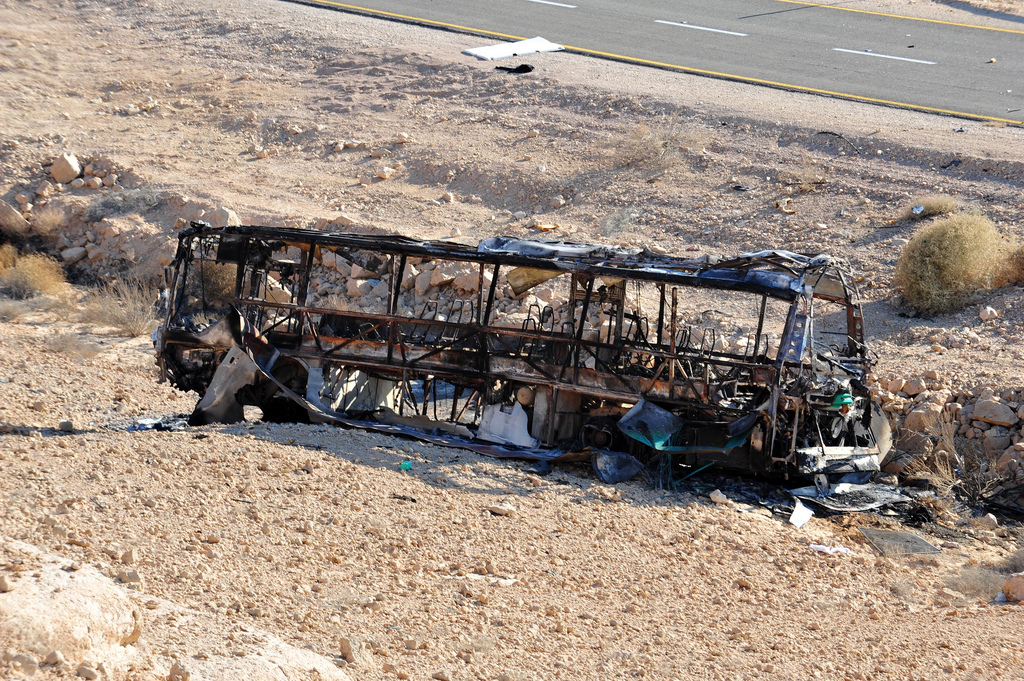
Le bus israélien complètement brûlé durant les attaques le 18 août 2011.

Bien que les Israéliens aient blâmé les comités de résistance populaire dans les attaques, le Hamas a nié toute implication selon le porte-parole Taher al-Nounou : « Le gouvernement palestinien nie les accusations faites par Barak à propos de l'opération à Eilat et affirme qu'il n'existe aucune relation entre la bande de Gaza et de ce qui est arrivé près d'Eilat. » mais s'est toutefois réjoui des attaques, ayant entraîné des pertes militaires israéliennes.

## Représailles israéliennes
L'aviation israélienne a bombardé dans les heures suivantes les attaques les habitations des membres des Comités de résistance populaire à Rafah. Cinq militants ont été tués dans le raid, dont les chefs militaires Kamal-al-Nairab et Immad Hammad. 
Elle a également organisé un raid contre deux tunnels et un entrepôt utilisé pour la fabrication d'armes dans le sud de la bande de Gaza et un site utilisé pour des activités militantes. Les tunnels avaient été utilisés pour permettre aux assaillants de s'infiltrer en Israël et à perpétrer des attentats, selon un communiqué publié par le porte-parole de Tsahal. Six palestiniens sont tués dans les raids aériens contre la bande de Gaza le 19 août.
Après que l'armée israélienne ait attaqué sept cibles dans la bande de Gaza, deux roquettes tirées depuis Gaza s'écrasent dans la cour d'une yechiva à Ashdod, blessant dix israéliens,. Les bâtiments ont été légèrement endommagés dans l'attaque. Plus tôt, au moins dix roquettes ont été tirées sur le sud d'Israël et ont frappé les villes d'Ashkelon et Beersheba, faisant un blessé grave israélien.
Le 20 août 2011, le Hamas annonce par ailleurs la fin de sa trêve de facto avec Israël à la suite des représailles. Dans la journée du 21 août, douze roquettes Grad sont tirées à Ashkelon et Beersheba dont quatre seront interceptées et aucun blessé n'est signalé.

## Réactions internationales
Le 19 août 2011, un mouvement au sein du Conseil de sécurité des Nations unies à condamner les attaques a été empêché par le Liban. Des sources officielles ont indiqué que le Liban s'oppose à l'utilisation du terme « terrorisme », l'un des bus transportant des soldats israéliens. L'ambassadeur israélien à l'ONU, Ron Prosor, a déclaré que le Liban est en soi « un État contrôlé par une organisation terroriste », en référence au Hezbollah. La Ligue arabe doit tenir une réunion d'urgence sur la situation à Gaza le 21 août[Passage à actualiser].
Le 20 août 2011, un manifestant égyptien retire le drapeau de l'ambassade israélienne d'Égypte en signe de protestation aux cinq garde-frontières égyptiens tués lors des affrontements par les troupes israéliennes.

### Réactions par pays
- Israël : le premier ministre Benyamin Netanyahu a déclaré qu'il s'agissait d'un incident « sérieux dans lequel les citoyens israéliens ont été blessés et la souveraineté du pays compromise[21]. »
- Égypte : les officiels ont déclaré qu'il était peu probable que l'attaque soit venue du territoire égyptien[22]. L'Égypte a également rappelé son ambassadeur d'Israël à la suite des incidents de frontière ayant provoqué la mort de cinq policiers égyptiens[23].
- Bulgarie : le ministère des Affaires étrangères a condamné les attaques, déclarant : « Nous exprimons nos sincères condoléances aux proches des victimes, nous sommes convaincus que la violence et le terrorisme ne peut pas apporter la paix au Moyen-Orient. De tels actes n'aident pas les efforts de la communauté internationale à amener les participants au processus de paix au Moyen Orient à la table des négociations[24]. »
- Canada : le ministre des Affaires étrangères John Baird a condamné les attaques, déclarant : « Le Canada condamne dans les termes les plus vifs les attentats terroristes dans le sud de l'Israël d'aujourd'hui. Ces lâches attentats, notamment contre des cibles civiles, sont odieux et criminels. Au nom de tous les Canadiens, je transmets mes plus sincères condoléances aux personnes touchées par les attaques vicieuses d'aujourd'hui ». Par ailleurs, il a déclaré : « Israël a le droit de se défendre contre de tels actes terroristes en conformité avec le droit international humanitaire. Les responsables de ces horribles attaques doivent être tenus pour responsables[25]. »
- Costa Rica : le ministère des Affaires étrangères a publié un article condamnant l'attaque, en communiquant ses condoléances au peuple d'Israël, spécialement pour les victimes et les familles des assassinés. L'article indiquait que le Costa Rica, en tant que pays épris de paix, respectueux de tous les droits de l'homme, exprime sa désapprobation la plus énergique de toute sorte de violence ou d'attentats terroristes, quelles que soient les motifs[26].
- Allemagne : le ministre des Affaires étrangères Guido Westerwelle a également condamné les attaques déclarant : « À cette heure difficile, nous nous tenons aux côtés de nos amis israéliens. Les responsables doivent être poursuivis. La terreur et la violence ne doivent pas être autorisés à torpiller les efforts de paix et de négociation dans le Moyen-Orient[27]. »
- Italie : le ministre des Affaires étrangères Franco Frattini a condamné les attaques « barbares » dans le sud d'Israël et a averti la communauté internationale pour empêcher de telles attaques en raison des troubles dans le monde arabe, déclarant : « Je tiens à exprimer mes condoléances et ma proximité avec le peuple israélien et le gouvernement pour la perte de vie dans les attaques barbares d'aujourd'hui. »[réf. souhaitée]
- Pays-Bas : le ministère des Affaires étrangères a condamné les attaques « dans les termes les plus forts[28]. »
- Norvège : le ministre des Affaires étrangères Jonas Gahr Støre, a « condamné dans les termes les plus forts » les actes de terreur, ajoutant que la Norvège condamne tout usage de la terreur[29].
- Royaume-Uni : le ministre pour le Moyen-Orient a déclaré : « Je condamne ces actes épouvantables et de violence insensé. Alors que les efforts de paix dans la région continuent cette brutalité n'a pas sa place, ni ses auteurs aucune excuse. Mes pensées et mes prières sont avec ceux tués et blessés et j'offre mes sincères condoléances à leurs familles et amis. »[réf. souhaitée]
- États-Unis : le département d'État a condamné les attaques « dans les termes les plus forts », décrivant l'attaque « lâche et brutale. » Hillary Clinton a déclaré : « Nous espérons que ceux qui sont impliqués dans la planification de ces attentats horribles seront traduits en justice rapidement. Nous voyons en Israël un ami, un partenaire et un allié – Maintenant et toujours[30]. » avant d'ajouter : « Cette violence ne fait que souligner notre profonde inquiétude concernant la situation de sécurité dans la péninsule du Sinaï. Les récents engagements par le gouvernement égyptien pour régler la situation de sécurité dans le Sinaï sont importants et nous exhortons le gouvernement égyptien pour trouver une solution durable[31]. »
- Russie : le ministre des Affaires étrangères Sergueï Lavrov a exprimé ses condoléances concernant les attaques terroristes dans le sud d'Israël. Il a condamné cet acte extrémiste, et « a réaffirmé la position immuable de la Russie qu'il ne peut y avoir aucune justification pour la terreur ou pour ceux qui l'utilisent comme moyen de parvenir à leurs fins ». Il a également déclaré que « malgré la gravité du crime, il est nécessaire de faire preuve de retenue et d'éviter des mesures de rétorsion à partir de laquelle des personnes innocentes peuvent souffrir », en référence aux raids israéliens.[réf. souhaitée]